# NGC 3802
NGC 3802 (również PGC 36203 lub UGC 6636) – galaktyka spiralna (Sc), znajdująca się w gwiazdozbiorze Lwa. Odkrył ją William Herschel 14 marca 1784 roku.